# Санта Марија дел Кампо (Фрозиноне)
Санта Марија дел Кампо је насеље у Италији у округу Фрозиноне, региону Лацио.
Према процени из 2011. у насељу је живело 101 становника. Насеље се налази на надморској висини од 456 м.